# Thmuis
Thmuis (en griego antiguo: Θμουίς, romanizado: Thmūis o Thmouis) o Ta-maut (en egipcio antiguo: Tell Timai Tꜣ-mꜣwt, en copto: Ⲑⲙⲟⲩⲓ) fue una ciudad del Antiguo Egipto. Estaba situada en el Bajo Egipto, en el Delta del Nilo y formaba parte del nomo de Mendes.. El montículo en ruinas de la ciudad (tell), se conoce como Tell el-Timai.

## Geografía
Estaba situada a lo largo del canal entre los brazos Tanis y Mendes del Nilo. Estaba rodeada de terrenos pantanosos, por lo que su existencia dependía en gran medida de canales y presas. La ciudad de Mendes estaba a solo medio kilómetro de Thmuis, y las ciudad formaba una especie de ciudad gemela. En la actualidad, las ruinas de Thmuis se encuentran cerca de la ciudad de El Mansura.

## Historia
Thmuis fue originalmente la capital de su propio nomo Thmuites. En la época de Heródoto, el nomo estaba unido al nomo de Mendesio. Esto se debió probablemente al hecho de que Mendes era una ciudad más grande en aquella época, y que las ciudades compartían un culto común a la figura de la cabra Banebdjedet o dios de Mendes. Los griegos asociaban al dios con Pan.

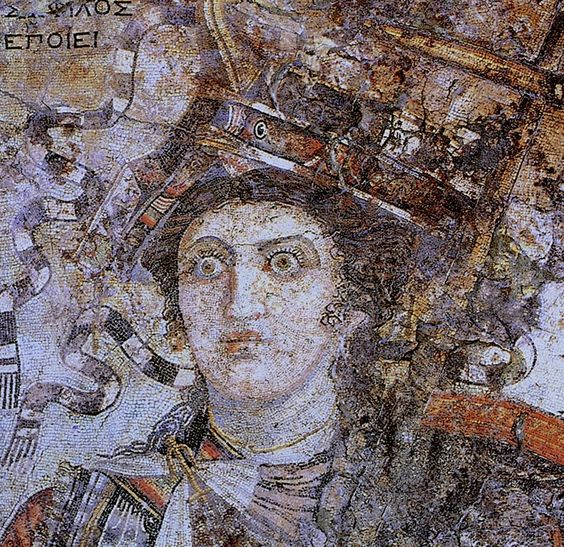
Mosaico de la reina Berenice II de los Thmuis. Por Sofilos, c. 200 a. C. Museo Grecorromano, Alejandría.

Thmuis floreció a partir del período helenístico, cuando sustituyó a Mendes, que quedó deshabitada, posiblemente debido a los cambios en el cauce del Nilo. El ejército romano dirigido por Tito se reunió en Thmuis durante la primera guerra judeo-romana en el año 70 d. C., antes de atacar Jerusalén.
Thmuis siguió floreciendo en la época romana tardía o a principios del período bizantino en el siglo IV d. C. bajo los emperadores Valentiniano y Teodosio el Grande. En aquella época tenía su propia administración, que no dependía de Alejandría. Amiano Marcelino calificó la ciudad como una de las más importantes de Egipto en aquella época.
A principios de la era cristiana, la ciudad era un obispado. Su obispo más famoso es Serapion de Thmuis, venerado como santo por la Iglesia ortodoxa. La ciudad parece haber sido abandonada en la época árabe, en 831, tras la represión de una revuelta fiscal.

## Edificios y hallazgos
Tell el-Timai es uno de los mayores montículos en ruinas del delta del Nilo.
En el lugar se han encontrado, entre otras cosas, las ruinas de un complejo de templos construido por Ptolomeo II, de época helenística. Es posible que estuviera dedicado a la reina Arsinoe II, elevada a la categoría de diosa. También se han encontrado tumbas y sarcófagos en el yacimiento.